# تاون هاوس
تاون هاوس هو نوع من المباني المستخدمة في أمريكا الشمالية واسيا وأستراليا وجنوب أفريقيا وبعض المناطق في اوروبا
وهو يتكون من مجموعة منازل متجاورة في صف مخطط أو تطوير عمرانى

تاون هاوس في بولندا

.

## خلفية تعريفية
تاريخيا كانت التاون هاوس مقرات اقامة للسادة النبلاء والاثرياء الراغبين في تملك عدد من المباني السكنية في البلدان التي يقطنون بها، ومنذ القرن الثامن عشر رغب الاقطاعيون والخدم التابعين لهم الانتقال إلى التاون هاوس اثناء المناسبات الاجتماعية